# Elisabeth Eberl
Elisabeth Eberl (ur. 25 marca 1988 w Grazu) – austriacka lekkoatletka specjalizująca się w rzucie oszczepem.
W 2012 wystartowała na igrzyskach olimpijskich, na których zajęła 37. miejsce w eliminacjach z wynikiem 49,66 m i nie awansowała do finału.
Srebrna medalistka igrzysk europejskich z 2015.
Mistrzyni Austrii z 2006, 2011, 2013 i 2014 oraz wicemistrzyni z 2007, 2008, 2009 i 2010.
Reprezentuje klub AT Graz. Jej trenerem jest Gregor Högler.
Rekordy życiowe:
- rzut oszczepem – 60,07 m ( Lappeenranta, 13 sierpnia 2011)[12]
- rzut oszczepem (hala) – 54,16 m ( Växjö, 10 marca 2012)[13]
- pchnięcie kulą – 11,91 m ( Wolfsberg, 14 września 2008)